# Crematogaster arthurimuelleri
Crematogaster arthurimuelleri är en myrart som beskrevs av Auguste-Henri Forel 1894. Crematogaster arthurimuelleri ingår i släktet Crematogaster och familjen myror. Inga underarter finns listade i Catalogue of Life.